# کریستین مونتانو
کریستین مونتانو (انگلیسی: Cristian Montaño؛ زادهٔ ۱۱ دسامبر ۱۹۹۱بازیکن فوتبال اهل کلمبیا است.
از باشگاه‌هایی که در آن بازی کرده‌است می‌توان به باشگاه فوتبال وستهام یونایتد، باشگاه فوتبال بریستول راورز، باشگاه فوتبال اولدهام اتلتیک، باشگاه فوتبال سوئیندون تاون، باشگاه فوتبال آکسفورد یونایتد، باشگاه فوتبال نوتس کانتی و باشگاه فوتبال داگنم و ردبریج اشاره کرد.